# Radio Free Albemuth (film)
Radio Free Albemuth este un film SF american, o adaptare a unui roman omonim scris de Philip K. Dick în 1976 și publicat postum în 1985. A avut premiera la 25 februarie 2010 la Festivalul de Film Sedona. Este regizat de John Alan Simon. În rolurile principale joacă actorii Alanis Morissette, Jonathan Scarfe și Shea Whigham.

## Prezentare
Nick Brady (Jonathan Scarfe), un funcționar la un magazin de discuri din Berkeley, începe să aibă viziuni ciudate pe care le recepționează de la o entitate pe care el o numește VALIS. Viziunile îl determină să se mute la Los Angeles, unde ajunge directorul unei companii de muzică. Cu ajutorul celui mai bun prieten, scriitorul de științifico-fantastic Philip K. Dick însuși (Shea Whigam) și o femeie misterioasă pe nume Silvia (Alanis Morissette), Nick se trezește atras într-o conspirație periculoasă politico-mistică  de proporții cosmice. Povestea este plasata într-o realitate alternativă a Statelor Unite în circa 1985 aflată sub controlul autoritar al președintelui Ferris F. Fremont (FFF pentru a forma 666), un amalgam între Joseph McCarthy și Richard Nixon.

## Distribuție
- Alanis Morissette ca Sylvia
- Jonathan Scarfe ca Nick Brady
- Shea Whigham ca Philip K. Dick
- Katheryn Winnick ca Rachel Brady
- Hanna R. Hall ca Vivian Kaplan
- Ashley Greene ca Rhonda
- Mason vale Cotton ca Ezra
- Elizabeth Karr ca Mrs. Brady
- Matt Letscher ca Mr. Brady
- Rosemary Harris ca Light Angel
- Patrick Ian Moore ca FAP Guard
- Paul Gutierrez ca FAP Guard

## Producție
În februarie 2004, Utopia Pictures & Television a achiziționat drepturile de autor pentru trei romane științifico-fantastice ale autorului Philip K. Dick, inclusiv romanul din 1985 Radio Free Albemuth, considerat a fi o semi-autobiografie a autorului. Producătorul John Alan Simon a fost însărcinat cu producerea unor adaptări cinematografice pe baza acestor romane, inclusiv Radio Free Albemuth.  Simon a devenit scenarist și regizor pentru ecranizarea Radio Free Albemuth. Filmările au început în octombrie 2007 în și în jurul orașului Los Angeles.
Simon a declarat că filmul ar putea fi intitulat VALIS până la lansarea sa. El a explicat că  "scenariul se bazează în acest moment aproape în întregime pe [romanul] Radio Free Albemuth. Finanțatorilor le place mai mult titlul VALIS - astfel încât acesta este titlul provizoriu. Deoarece Radio Free Albemuth este, în esență, primul proiect al [trilogiei] VALIS". El a mai afirmat că dacă Radio Free Albemuth va fi un succes, cartea VALIS va fi baza pentru o continuare a unui film VALIS. Cu alte cuvinte, povestea din romanul VALIS  ar constitui baza pentru filmul VALIS 2."
Filmul a avut premiera la 27 februarie 2010 la Festivalul Internațional de Film de la Sedona, Arizona. Filmul nu a fost disponibil pentru publicul larg și a fost prezentat numai în cadrul unor  ceremonii și festivaluri de film.
Un trailer al filmului a fost lansat la 2 martie 2011. Din martie 2014 filmul a fost lansat pentru publicul larg în cinematografele din Statele Unite.